# Gordon Ferry
Gordon Ferry (Sunderland, 22 dicembre 1943) è un ex calciatore inglese, di ruolo difensore.

## Carriera
Formatosi nelle giovanili dell'Arsenal, esordisce in prima squadra nella stagione 1964-1965, ottenendo il tredicesimo posto nella massima serie inglese. La stagione seguente passa al Leyton Orient, con cui retrocede in terza serie al termine della Second Division 1965-1966.
Nel 1967 si trasferisce negli Stati Uniti d'America per giocare nell'Atlanta Chiefs.
Con gli Chiefs ottenne il quarto posto della Western Division della NPSL, non riuscendo così a qualificarsi per la finale della competizione, poi vinta dagli Oakland Clippers. Ferry con il suo club vince la North American Soccer League 1968.
Ritorna nel 1969 in patria per giocare nel Barnet, di cui dal marzo 1974 fino al termine della stagione fu anche l'allenatore. Con il Barnet perse la finale della FA Trophy 1971-1972 contro lo Stafford Rangers. Nel 1975 firma per il Barking per poi ritirarsi poco dopo dal calcio giocato.

## Palmarès
- Campionato NASL: 1

Atlanta Chiefs: 1968